# 민주지산
민주지산(岷周之山)은 대한민국 충청북도 영동군, 전북특별자치도 무주군, 경상북도 김천시의 경계에 있는 높이 1,242m의 산이다. 충청·전라·경상, 삼도를 가르는 삼도봉을 거느린 명산으로 옛 삼국 시대는 신라와 백제가 접경을 이루었던 산이기도 하다. 이 산을 중심으로 북쪽으로는 충북 영동군의 절경 물한리 계곡과 경북 김천시 황악산 기슭의 직지사가 유명하고, 동남쪽으로는 마애삼두불의 미소를 머금은 해발 1,200m의 석기봉과 태종 14년(1414년) 전국을 8도로 나눌 때 삼도의 분기점이 된 해발 1,181m의 삼도봉이 웅거하여 삼남을 굽어보며, 《동국여지승람》과 《대동여지도》에는 백운산(白雲山)으로 기록되어 있으나 일제강점기에 민주지산으로 바뀌었다.

## 사진

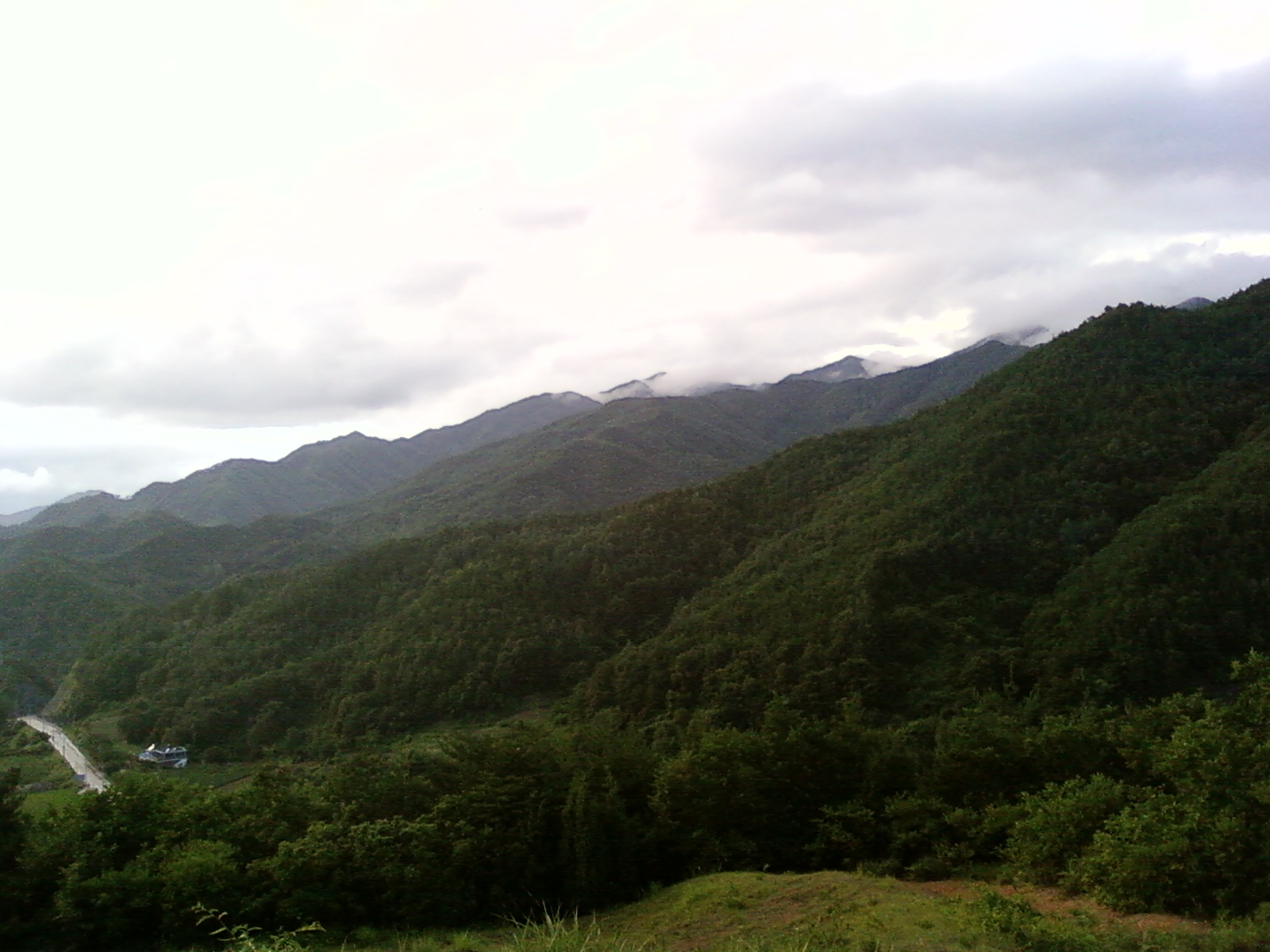
무주군에서 바라본 민주지산의 일부 모습

## 같이 보기
- 한국의 산
- 민주지산 특전사 동사 사고